# Liste des records nationaux sur relais 4 × 100 mètres
Cette liste des records sur relais 4 × 100 mètres, comprend tous les résultats inférieurs à 40 secondes (et 43 secondes pour les équipes féminines), mesurés uniquement en temps automatiques, obtenus par des équipes nationales lors de compétitions reconnues et considérés comme des records nationaux. La liste a été établie fin 2006 ; quand ils sont connus, les records ultérieurs, jusqu'en juillet 2015, sont placés en quinconce :

## Messieurs
- Afrique du Sud :
  - 38 s 47 à Edmonton le 12 août 2001, 1re et championne du monde[4], (Morné Nagel, Corné du Plessis, Lee-Roy Newton, Mathew Quinn).
  - 38 s 35 à Glasgow le 2 août 2014, 4e aux Jeux du Commonwealth, (Henricho Bruintjies, Simon Magakwe, Ncincihli Titi, Akani Simbine).
  - 38 s 24 à Gold Coast le 14 avril 2018, 2e aux Jeux du Commonwealth, (Henricho Bruintjies, Emile Erasmus, Anaso Jobodwana, Akani Simbine).
  - 37 s 65 à Doha le 4 octobre 2019, Thando Dlodlo, Simon Magakwe, Clarence Munyai, Akani Simbine
- Algérie :
  - 39 s 89, 3e lors des Championnats d'Afrique à Marrakech, le 12 août 2014 (Mahmoud Hamoudi, Ali Bouguesba, Skander Djamil Athmani, Soufiane Bouhadda).
- Allemagne :
  - 38 s 29 à Karl-Marx-Stadt le 9 juillet 1982, lors d'un match entre la RDA et les États-Unis, 2e ( Allemagne de l'Est Thomas Schröder, Detlef Kübeck, Olaf Prenzler, Frank Emmelmann).
  - 38 s 30, meilleur temps par une équipe de l'Allemagne réunifiée, 1re à Madrid, le 17 juillet 2004 (Marius Broening, Tobias Unger, Alexander Kosenkow, Till Helmke).
  - 38 s 02 à Weinheim, (Julian Reus, Tobias Unger, Alexander Kosenkow, Lucas Jakubczyk), record battu le 27 juillet 2012, lors du meeting de préparation aux Jeux olympiques de 2012 à Weinheim.
- Antigua-et-Barbuda :
  - 39 s 90 à Melbourne le 24 mars 2006 3e en 1re série (N'Kosie Barnes, Daniel Bailey, Ivan Miller, Brendan Christian).
  - 39 s 01 à Nassau le 2 mai 2015, Relais mondiaux, Équipe nationale (Chevaughn Walsh, Daniel Bailey, Tahir Walsh, Miguel Francis).
  - 38 s 14 à Toronto le 24 juillet 2015, 1er en demi-finale des Jeux panaméricains (Chevaughn Walsh, Daniel Bailey, Cejhae Greene, Miguel Francis).
  - 38 s 01 à Pékin le 29 août 2015 en séries des Championnats du monde (Chavaughn Walsh, Daniel Bailey, Jared Jarvis, Miguel Francis).
- Arabie saoudite : 38 s 98 à Qatif le 28 mars 2002, (1re), (Khalifa S. al-Saker, Mubarak Ata Mubarak, Salem Mubarak al-Yami, Jamal Abd. al-Saffar).
- Argentine :
  - 39 s 94 à Mar del Plata le 25 mars 1995 (Jorge Polanco, Cristian Vitasse, Guillermo Cacian, Carlos Gats) (Jeux panaméricains).
  - 39 s 91 à São Paulo, le 8 juin 2007 (José Garaventa, Miguel Wilken, Iván Altamirano, Mariano Jiménez) (Championnats d'Amérique du Sud).
  - 39 s 85 à Santiago du Chili, le 24 octobre 2010 (Miguel Wilken, Mariano Jiménez, Matías Robledo, Pablo del Valle).
- Australie :
  - 38 s 17 à Göteborg le 12 août 1995, 1re en seconde demi-finale, (Paul Henderson, Tim Jackson, Steve Brimacombe, Damien Marsh), record d'Océanie.
  - 38 s 17 (égalé) à Londres, le 10 août 2012 (Anthony Alozie, Isaac Ntiamoah, Andrew McCabe, Josh Ross).
- Autriche : 39 s 16 à Lucerne le 25 juin 1996, (1re), Meeting AEA, (Martin Schützenauer, Martin Lachkovics, Thomas Griesser, Christoph Pöstinger).
- Azerbaïdjan :
  - 39 s 97 à Banská Bystrica le 21 juin 2008 1re dans la course n° 2 (Valentin Bulichev, Ramil Quliyev, Ruslan Abbasov, Pavel Setin).
  - 39 s 78 à Sarajevo, le 20 juin 2009 (1re dans la course n° 2) ETC-3 (Valentin Bulychov, Ramil Quliyev, Ruslan Abbasov, Pavel Setin).
- Bahamas :
  - 38 s 98 à Montauban le 15 août 2000, 3e dans la course n° 2 (Renward Wells, Dominic Demeritte, Iram Lewis, Andrew Tynes).
  - 38 s 77 à Morelia le 6 juillet 2013, 1er en finale (Adrian Griffith, Jamial Rolle, Trevorvano Mackey, Shavez Hart).
  - 38 s 70 à Moscou le 18 juillet 2013, 6e en série (Adrian Griffith, Warren Fraser, Jamial Rolle, Shavez Hart).
  - 38 s 52 à Glasgow le 1er juillet 2014 en série aux Jeux du Commonwealth (Adrian Griffith, Warren Fraser, Teray Smith, Shavez Hart)
- Barbade :
  - 39 s 49 à Guatemala le 15 juillet 1995 (Obadele Thompson, Kirk Cummins, Achebe Hope, Wayde Payne).
  - 38 s 94 à Moscou le 18 août 2013, 4e en série (Andrew Hinds, Levi Cadogan, Shane Brathwaite, Ramon Gittens).
  - 38 s 70 à Nassau le 2 mai 2015 (Levi Cadogan, Ramon Gittens, Nicholas Deshong, M. Burke)"".
  - 38 s 65 à Toronto le 24 juillet 2015, 2e en demi-finale (Shane Brathwaite, Levi Cadogan, Nicholas Deshong, Burkheart Ellis).
  - 38 s 41 à Barranquilla le 2 août 2018, Championne des Jeux d’Amérique centrale et des Caraïbes avec Shane Brathwaite, Mario Burke, Burkheart Ellis et Jaquone Hoyte.
- Belgique : 39 s 05 à Saint-Denis le 30 août 2003, 4e en 2e série éliminatoire, (Nathan Bongelo, Anthony Ferro, Kristof Beyens, Xavier De Baerdemaker).
- Bermudes : 39 s 75 à Montréal le 27 juin 1976, (Michael Sharpe, Dennis Trott, Calvin Dill, Gregory Simmons).
- Biélorussie : (équipe de la RSS de Biélorussie) 39 s 44 à Kiev le 13 juillet 1991, lors des Championnats soviétiques, (Andrei Cherkashin, Aliaksandr Starovoitov, Leonid Safronnikov, Aliaksandr Knysh).
- Brésil : 37 s 90 à Sydney le 30 septembre 2000 (Vicente de Lima, Édson Ribeiro, André Domingos, Claudinei da Silva).
  - 37 s 72 à Doha le 5 octobre 2019
- Botswana :
  - 39 s 93, 4e en série n° 2 à Alger le 19 juillet 2007 (Justice Malabi, Fanuel Kenosi, Tihalosang Molapisi, Obakeng Ngwigwa).
  - 39 s 09, 3e lors des Jeux africains 	à Maputo le	13 septembre 2011 (équipe composée de Pako Seribe, Fanuel Kenosi, Thapelo Ketlogetswe, Obakeng Ngwigwa).
  - 39 s 01, 2e lors d’une épreuve de relais à Gaborone le 30 mars 2019, (Keene Motukisi, Baboloki Thebe, Karabo Mothibi, Xholani Talane).
- Bulgarie : 38 s 99 à Moscou le 1er août 1980 lors des Jeux, (6e), (Pavel Pavlov, Vladimir Ivanov, Ivaylo Karanyotov, Petar Petrov), égalé en 1982 (Nikolay Markov, Valentin Atanasov, Ivaylo Karanyotov, Petar Petrov) à Sofia, le 14 août 1982.
- Burkina Faso : 39 s 57 à Beyrouth, Jeux de la Francophonie, 3 octobre 2009, (Siaka Son, Idrissa Sanou, Innocent Bologo, Gérard Kobiané).
- Îles Caïmans :
  - 39 s 68 (A) à Toluca le 19 juillet 2008, équipe espoirs (U23), (3e), (Adolphus Rhymiech, Tyrell Cuffy, Carl Morgan, Carlos Morgan).
  - 39 s 54 à la Havane, le 4 juillet 2009, (5e), (Kemar Hyman, Tyrell Cuffy, David Hamil, Carlos Morgan).
- Cameroun : 39 s 25 à Séville le 28 août 1999, (5e en 2e série), (Jean-Francis Ngapout, Serge Bengono, Joseph Batangdon, Claude Toukéné-Guébogo).
- Canada : 37 s 69 à Atlanta le 3 août 1996 (Robert Esmie, Glenroy Gilbert, Bruny Surin, Donovan Bailey).
  - 37 s 64 à Rio de Janeiro, 3e lors des Jeux olympiques de 2016, le 19 août 2016 (Akeem Haynes, Aaron Brown, Brendon Rodney, Andre De Grasse).
- Chili : 39 s 49 à São Paulo le 10 juin 2000, 1re, (Sebastián Keitel, Juan Pablo Faúndez, Ricardo Roach, Rodrigo Roach).
- Chine :
  - 38 s 81 à Göteborg le 12 août 1995 (2e en 3e série), (Li Xiaoping, Lin Wei, Huang Danwei, Chen Wenzhong) et égalé à Nakhon Ratchasima le 26 juin 2008, (1re), (Zhang Peimeng, Hu Kai, Lu Bin, Wen Yongyi).
  - 38 s 78 1re à Canton, le 26 novembre 2010 (Lu Bin, Liang Jiahong, Su Bingtian, Lao Yi).
  - 38 s 65 à Kanchanaburi, le 11 mai 2012 (Guo Fan, Liang Jiahong, Zhang Peimeng, Zheng Dongsheng).
  - 37 s 92, record d'Asie à Pékin, 3e des séries des Championnats du monde.
  - 37 s 82, record d'Asie, en séries des Jeux olympiques de 2016 à Rio.
- Taipei chinois :
  - 39 s 27 à Pékin le 3 octobre 1990, (2e AsiG), (Lai Cheng-Chuan, Lin Ch(j)in-Hsiung, Cheng Hsin-Fu, Hsieh Tzong-Tze).
  - 39 s 05 1re à Bangalore 5 juin 2010 (Wang Wen-Tang, Liu Yuan-Kai, Tsai Meng-Lin, Yi Wei-Chen).
  - 39 s 05 à Canton (Chine) le 26 novembre 2010 (Wan Wen-Tang, Liu Yuan-Kai, Tsai Meng-Lin, Yi Wei-Chen).
  - 38 s 78 à Taipei, le 26 mai 2012 (Wang Wen-Tang, Liu Yuan-Kai, Liang Tse-Ching, Yi Wei-Chen).
  - 38 s 76 à Taipei, le 25 mai 2019. 1re au Taïwan Open (Wei Tai-Sheng 魏泰陞 (20 Aug 00), Wang Wei-Hsu 王偉旭 (12 Oct 96), Yang Chun-Han, 楊俊瀚 (01 Jan 97), Cheng Po-Yu)
- Chypre : 39 s 12 à Bari le 18 juin 1997 (Jeux méditerranéens, 3e), (Yeóryios Skender, Ánninos Markoullídis, Pródromos Katsantónis, Yiánnis Zisimídis).
- Colombie : 
  - 39 s 65 à Guatemala le 15 juillet 1995, (CAC 2e), (Wilson Cañizales[5], Róbinson Urrutia, Luis Vega, John J. Mena).
  - 39 s 41 (COL) 1re à Lima le 20 juin 2009 (Yeison Rivas, John Valoyes, Geiner Mosquera, Daniel Grueso).
  - 39 s 20 à Mayagüez (5e) le 29 juillet 2010 (Isidro Montoya, Álvaro Gómez, Luis Carlos Núñez, Daniel Grueso).
- République populaire du Congo : 39 s 54 à Mexico le 12 septembre 1979 lors des Universiades (Antoine Ntsana Nkounkou, L(o)uis Nkanza, Jean-Pierre Bassegela, Théophile Nkounkou).
- Corée du Sud :
  - 39 s 43 à Séoul le 1er octobre 1988, demi-finale 7e (7s1), (Sung Nak-kun, Shim Duk-sup, Kim Bock-sup, Chang Jae-keun).
  - 39 s 04, après 29 ans, le 22 mai 2011 à Jiaxing (Yeo Ho-suah, Jeong Duk-hyung, Kim Kuk-young, Lim Hee-nam ).
  - 39 s 00 à Moscou le 18 août 2013, séries, (Oh Kyong-soo, Cho Kyu-won, Yoo Min-woo, Kim Kuk-young), 6e[6].
  - 38 s 74 à Jinhua le 6 juillet 2014, rencontre Chine-Corée du Sud, (Oh Kyong-soo, Cho Kyu-won, Kim Kuk-young, Yeo Ho-suah).
- Côte d'Ivoire : 38 s 60 à Edmonton le 12 août 2001, (3e en première demi-finale), (Ibrahim Meité, Ahmed Douhou, Yves Sonan, Éric Pacôme N'Dri).
- Croatie : 39 s 76 à Zagreb le 29 juillet 2000 (Slaven Krajačić, Dejan Vojnović, Vjekoslav Oršolić, Tihomir Buinjac).
- Cuba : 38 s 00 à Barcelone le 8 août 1992, (3e) (Andrés Simón, Joel Lamela, Joel Isasi, Jorge Luis Aguilera).
- République dominicaine : 
  - 39 s 01 à Saint-Denis le 30 août 2003, (5e en 1re série) (Juan Encarnación, Luis Morillo, Juan Sainfleur, Yoel Báez).
  - 38 s 94 à Nassau le 2 mai 2015 (Gustavo Cuesta, Yoandry Andújar, Stanly del Carmen, Yancarlos Martínez).
- Danemark :
  - 39 s 98 à Marsa (1re de la course n° 2, ETC-3), (Martin Krabbe, Jesper Simonsen, Daniel B. Christensen, Morten Jensen).
  - 39 s 71 à Novi Sad le 18 juin 2011 — 1re ETC-2 (Andreas Trajkovski, Jesper Simonsen, Mike Kalisz, Morten Jensen).
  - 39 s 61
- Écosse : 39 s 24 à Edmonton le 12 août 1978 (1re,  Jeux du Commonwealth) (David Andrew Jenkins, Allan Wells, Cameron Sharp, Drew McMaster).
- Équateur : 39 s 80 à Sucre le 23 novembre 2009 (Diego Fermín Ferrín Valencia, Luis Alexander Morán Gaibor, Franklin Andrés Nazanero Macías, O. Mina, Hugo Dionicio Chila Ayoví).
- Espagne : 38 s 60 à Athènes le 9 août 1997 (3e en 1re demi-finale) (Frutos Feo, Venancio José, Jordi Mayoral, Carlos Berlanga).
- États-Unis :
  - 37 s 40 à Barcelone le 8 août 1992 (Michael Marsh, Leroy Burrell, Dennis Mitchell, Carl Lewis),
  - égalé en 37 s 40 à Stuttgart, en demi-finale, le 21 août 1993 (Jon Drummond, Andre Cason, Dennis Mitchell, Leroy Burrell), tous les deux anciens records du monde, le dernier a duré 15 ans.
  - La performance de 37 s 04 à Londres le 11 août 2012 (Trell Kimmons [10.2], Justin Gatlin [8.9], Tyson Gay [9.0], Ryan Bailey [8.9]) est annulée en 2015 à la suite de la disqualification pour dopage de Tyson Gay. Les États-Unis auraient tout simplement égalé le record du monde de la distance si la Jamaïque ne l'avait pas explosé lors de cette même finale (36 s 84).
- Estonie : 39 s 69 à Munich le 10 août 2002, (5e en séries) (Argo Goldberg, Maidu Laht, Martin Vihmann, Erki Nool), égalé par l'équipe espoirs à Bydgoszcz le 20 juillet 2003 (5e) (Allar Aasma, Henri Sool, Martin Vihmann, Argo Goldberg).
- Finlande :
  - 39 s 30 à Munich le 9 septembre 1972, (5e en 2e demi-finale) (Antti Rajamäki, Raimo Vilén, Erik Gustafsson, Markku Juhola), égalé à Helsinki le 12 août 2005 (Markus Pöyhönen, Nghi Tran, Jarkko Ruostekivi, Tommi Hartonen) et à Göteborg le 27 août 2005 (Samsa Tuikka, Nghi Tran, Jarkko Ruostekivi, Visa Hongisto).
  - 39 s 29, 7e à Barcelone le 1er août 2010 (Hannu Ali-Huokuna, Joni Rautanen, Jonathan Åstrand, Hannu Hämäläinen).
  - 39 s 25, 1er à Tampere le 4 septembre 2016, Match Finlande-Suède, Hannu Hämäläinen, Otto Ahlfors, Samuli Samuelsson, Ville Myllymäki.
  - 38 s 92 à Berlin, finale des Championnats d'Europe (Eetu Rantala, Otto Ahlfors, Oskari Lehtonen, Samuel Purola).
- France : 37 s 79 à Split le 1er septembre 1990, ancien record du monde, puis ancien record d'Europe (Max Morinière, Daniel Sangouma, Jean-Charles Trouabal, Bruno Marie-Rose).
- Ghana : 38 s 12 à Athènes le 9 août 1997 (1s1) (Abu Duah, Eric Nkansah, Aziz Zakari, Emmanuel Tuffour).
- Grèce : 38 s 61 à Paris le 19 juin 1999 (2e) (Vasílios Séggos, Aléxios Alexópoulos, Yeóryios Panayiotópoulos, Hristóforos Hoídis).
- Guatemala : 39 s 25 à la Havane le 30 juillet 2000 (José Tinoco, Mario Rolando Blanco, Oscar Meneses, José Meneses).
- Guyana : 39 s 59 à Mexico le 20 octobre 1975, (Clifton Schultz, Aubrey Wilson, Dennis Collision, James W. Gilkes).
- Hong Kong :
  - 39 s 75 à Nankin le 19 octobre 2005, (2h2) (Leung Chun Wai, To Wai Lok, Tang Yik Chun, Chiang Wai Hung).
  - 39 s 24 à Jiaxing le 22 mai 2011 (Tang Yik Chun, Lai Chun Ho, Ng Ka Fung, Tsui Chi Ho).
- Hongrie : 38 s 67 à Budapest le 11 août 1986, 1re Budapest Grand Prix, (László Karaffa, István Nagy, István Tatár, Attila Kovács).
- Inde :
  - 39 s 36 à Pusan le 13 octobre 2002 (Jeux asiatiques), 4e (Sanjay Ghosh, Piyush Kumar, Anand Menezes, Anil Kumar).
  - 39 s 23 à Bangalore (1er) le 5 juin 2010 (Rahamatulla Molla, Abdul Najeeb, Sameer Mon, Ritesh Anand).
  - 38 s 89, 3e à New Delhi le 12 octobre 2010 (Rahamatulla Molla, Suresh Sathya, Naseema Manzile Shameer Mon, Abdul Najeeb Qureshi).
- Indonésie :
  - 39 s 87 à Singapour le 4 septembre 1994, 2e (Sulistiono, Mardi Lestari, Ernawan Witarsa, Juntasi).
  - 39 s 79 à Nakhon Ratchasima le 10 décembre 2007, 2e (Taufik Rahmadi, Suryo Agung Wibowo, Asrul Akbar, John Herman Muray).
  - 39 s 78 à Canton (Chine) le 23 novembre 2010, (M. Fadlin Fadlin, Suryo Agung Wibowo, Farrel Octaviandi, Franklin Ra. Burumi).
  - 39 s 13 à Taipei le 30 avril 2017, (Mhd. Fadlin Fadlin, Abd. Iswandi, Eko Rimbawan, Yaspy Boby).
  - 39 s 05 à Kuala Lumpur, en août 2017, (Mohd Fadlin, Abdul Hamid Abdullah Iswandi, Eko Rimbawan, Yaspi Boby).
  - 39 s 03 à Jakarta, le 29 août 2018 (Mohd Fadlin, Lalu Muhammad Zohri, Eko Rimbawan, Bayu Kertanegara) en séries des Jeux asiatiques de 2018.
- Irlande : 39 s 26 à Sydney le 29 septembre 2000 (John McAdorey, Gary Ryan, Tom Comyns, Paul Brizzel).
- Israël : 38 s 81 à Séville le 28 août 1999 (3h2) (Raffi Yaar ou Yaar Raffel, Gideon Jablonka, Tommy Kafri, Aleksandr Porkhomovskiy).
- Italie :
  - 38 s 37 à Helsinki le 10 août 1983 (Stefano Tilli, Carlo Simionato, Pierfrancesco Pavoni, Pietro Mennea).
  - 38 s 17 à Barcelone (2e) le 1er août 2010 (Roberto Donati, Simone Collio, Emanuele Di Gregorio, Maurizio Checcucci).
  - 38 s 11 à Doha
- Jamaïque :
  - 38 s 20 à Sydney le 30 septembre 2000 (4e) (Lindel Frater, Dwight Thomas, Christopher Williams, Llewellyn Bredwood).
  - 38 s 02 à Osaka le 31 août 2007 (Dwight Thomas, Steve Mullings, Nesta Carter, Asafa Powell).
  - 37 s 89 à Osaka le 1er septembre 2007 (Marvin Anderson, Bolt, Carter, Powell).
  - 37 s 10 à Pékin, ancien record du monde, le 22 août 2008 (Nesta Carter, Michael Frater, Usain Bolt, Asafa Powell).
  - 37 s 04 à Daegu, record du monde, le 4 septembre 2011 (Nesta Carter, Michael Frater, Yohan Blake, Usain Bolt).
  - 36 s 84 à Londres, record du monde, le 11 août 2012 (Nesta Carter [10.28], Michael Frater [9.07], Yohan Blake [9.09], Usain Bolt [8.70]).
- Japon :
  - 38 s 31 à Athènes le 9 août 1997 (5s2) (Satoru Inoue, Koji Ito, Hiroyasu Tsuchie, Nobuharu Asahara), ancien record d'Asie.
  - 38 s 21 à Osaka le 31 août 2007 (Naoki Tsukahara, Shingo Suetsugu, Shinji Takahira, Nobuharu Asahara).
  - 38 s 03 à Osaka le 1er septembre 2007, 5e, (Tsukahara, Suetsugu, Takahira, Asahara), record d'Asie.
  - 37 s 60 à Rio de Janeiro, 2e lors des Jeux olympiques de 2016, le 19 août 16 (Yamagata, R. - Iizuka, Sh. - Yoshihide Kiryū, Asuka Cambridge).
  - 37 s 43 à Doha; record d'Asie (Yuki Koike, Kirara Shiraishi, Yoshihide Kiryū, Abdul Hakim Sani Brown)
- Kazakhstan (RSS du Kazakhistan) : 39 s 30 à Sotchi le 31 mai 1988 (Yuriy Yazynin, Oleg Borov, Vladimir Muravyov, Vitaliy Savin).
- Kenya :
  - 39 s 47 à Séoul le 1er octobre 1988, 6e en demi-finale (6s2), (Elkana Nyang'au, Kennedy Ondiek, Simeon Kipkemboi, Peter Wekesa).
  - 39 s 40 à Nairobi le 30 juillet 2010, 4e lors des Championnats d'Afrique (Simon Kimaru, Anderson Mureta Mutegi, Stephen Barasa, Kipkemoi Soy).
- Lettonie : (RSS de Lettonie) 39 s 32 à Moscou le 18 juin 1983, (1h Spartakiades), (Genādijs Murašovs, Ronalds Razmuss, Juris Tone, Āris Āboliņš).
- Lituanie : 39 s 81 à Belgrade le 12 juillet 2009 (Egidijus Dilys, Rytis Sakalauskas, Žilvinas Adomavičius, Aivaras Pranckevičius).
- Liberia : 39 s 77 à Sydney le 29 septembre 2000, (6h2) (Kouty Mawenh, Sayon Cooper, Andrew Reyes, Abraham Koiyan Morlu).
- Malaisie : 39 s 83 à Kuala Lumpur le 15 septembre 2001 (Watson Nyambek, Azmi Ibrahim, Nazmizan Muhamad, R. Ganeshwaran)[7].
- Maurice : 38 s 99 à Edmonton le 11 août 2001, (3h4) (Arnaud Casquette, Éric Milazar, Fernando Augustin, Stéphane Buckland).
- Mexique : 39 s 32A à Mexico le 21 juin 1992 (Genaro Rojas, Eduardo Nava, Herman Adam, Alejandro Cárdenas).
  - 39 s 17 à Taipei le 28 août 2017 (Heber Gallegos, Iván Moreno, César Ramírez, Juan Carlos Alanís), 4e en finale de l'Universiade, après avoir battu le même record en demi-finale en 39.31.
- Maroc : 39 s 61 à Lattaquié le 7 septembre 1992, 2e, Jeux panarabes (Mohamed El Kandoussi, Mustapha Moudamane, Driss Bensaddou, Abdelkader El Boukhari).
- Namibie : équipe universitaire, 39 s 48 lors de l'Universiade 2001 à Pékin le 1er septembre 2001, 4e (Stephan Louw, Sherwin Vries, Thobias Akwenye, Benedictus Botha).
- Nouvelle-Zélande : 38 s 99 à Sydney (H), NSW Relay Championships, le 19 novembre 2005, 1re, (Dallas Roberts, David Falealili, James Dolphin, Chris Donaldson)[8].
- Nigeria : 37 s 94 à Athènes le 9 août 1997, (1s2) (Osmond Ezinwa, Olapade Adeniken, Francis Obikwelu, Davidson Ezinwa).
- Norvège : 38 s 96 à Munich le 21 juin 1997, Landslag, 2e EP (Fernando Ramirez, Jon Ertzgaard, Per Ivar Sivle, Geir Moen).
- Oman :
  - 39 s 78 à Irbid le 14 août 1999 (M. A al-Maskary, Hamoud Abdallah al-Dalhami, Mohamed al-Houti, Ahmed al-Moamari).
  - 39 s 51 à La Mecque le 3 avril 2011 (Fahad al-Jabri, Abdullah al-Sooli, Yahya al-Noufali, Barakat al-Harthi).
  - 39 s 36 à Doha le 23 avril 2019, 3e lors des Championnats d’Asie (Mohammed al-Balushi, Barakat al-Harthi, Mohamed Obaid al-Saadi, Ammar al-Saifia. Le 22 avril 2019 la même équipe avait battu le record en 39 s 41 en série.
- Paraguay :
  - 39 s 99 à Cochabamba, 5e le 7 juin 2018, avec Christopher Ortiz, Fredy Maidana, Nilo Duré, Jesús Manuel Cáceres.
  - 39 s 99 (égalé) à Trujillo en août 2018; Ortiz, Maidana, Duré, .
- Pays-Bas :
  - 38 s 63 à Saint-Denis le 30 août 2003, (5sf1), Paris Saint-Denis (Timothy Beck, Troy Douglas, Patrick van Balkom, Caimin Douglas).
  - 38 s 29 à Londres le 10 août 2012, 3e en série des Jeux olympiques (Brian Mariano, Churandy Martina, Giovanni Codrington, Patrick van Luijk).
  - 38 s 21 à Londres le 22 juillet 2018, 2e, Christopher Garia, Churandy Martina, Hensley Paulina, Taymir Burnet.
  - 38 s 03 à Berlin, 3e lors des Championnats d'Europe d'athlétisme 2018.
- Ouganda : 39 s 67 A à Nairobi le 8 août 1987, Jeux panafricains, (2h1), (Moses Musonge, Joseph Ssali, Sunday Olweny, Edward Bitoga).
- Ouzbékistan : (RSS d'Ouzbékistan) 39 s 70 à Moscou le 20 juin 1983 (S. Pavlov, Z. Khuzyakhmetov, Viktor Tabakov, A. Rubinshteyn).
- Pays de Galles : 38 s 73 à Kuala Lumpur le 21 septembre 1998 (4e, Jeux du Commonwealth) (Kevin Williams, Doug Turner, Christian Malcolm, Jamie Henthorn).
- Pologne : 38 s 33 à Moscou le 1er août 1980, (2e) (Krzysztof Zwoliński, Zenon Licznerski, Leszek Dunecki, Marian Woronin).
- Porto Rico :
  - 39 s 47 à Guatemala le 11 mai 2002, (Carlos Santos, Jesús Carrión, Osvaldo Nieves, Rogelio Pizarro)[9].
  - 39 s 15 à Ponce, 3e le 8 mai 2010 (Héctor Cotto, Yavid Zackey, Luis López, Miguel López).
  - 39 s 04 à Daegu, 7e en demi-finale des championnats du monde (Marcos Amalbert, Carlos Rodríguez, Marquis Holston, Miguel López).
- Portugal :
  - 39 s 18 à Thessalonique le 17 juin 2006 (Arnaldo Abrantes, Vitor Jorge, Francis Obikwelu, Ricardo Pacheco).
  - 39 s 02 (POR) 2r1[Quoi ?] à Leiria le 20 juin 2009 (Dany Gonçalves, Arnaldo Abrantes, João Ferreira, Francis Obikwelu).
  - 38 s 88 (POR) 6e à Barcelone le 1er août 2010 (Ricardo Monteiro, Francis Obikwelu, Arnaldo Abrantes, João Ferreira).
  - 38 s 79 à Zurich en 2014 aux Championnats d'Europe (Diogo Antunes, Francis Obikwelu, Arnaldo Abrantes, Yazaldes Nascimento) le 16 août 2014[10].
  - 38 s 65 (POR) 1er à Rieti le 1er août 2015 (Costa, Obikwelu, Abrantes, Nascimento).
- Qatar : 39 s 05 à Athènes le 9 août 1997, (4e dans la 4e série) (Jassim Abbas, Sultan al-Sheeb, J. S. Youssef, Saad M. Moubarak).
- République dominicaine : 38 s 67 à Toronto le 24 juillet 2015, 3e en demi-finale (Stanly Del Carmen, Yohandris Andújar, Deidy Montas, Yancarlos Martínez).
  - 38 s 52 à Rio de Janeiro le mai 2016, 1er des Championnats ibéro-américains (Mayobanex de Óleo, Yohandris Andújar, Stanly del Carmen, Yancarlos Martínez).
- Tchéquie : 38 s 82 à Munich le 10 septembre 1972, en tant qu'équipe de la  Tchécoslovaquie, 4e (Jaroslav Matoušek, Juraj Demeč, Jiří Kynos, Luděk Bohman).
  - 38 s 77 à Yokohama le 11 mai 2019, lors des Relais mondiaux 2019 (séries) (Zdeněk Stromšík, Jan Veleba, Jan Jirka, Dominik Záleský).
  - 38 s 62, le 15 juin 2019 à Genève, 2e lors de l’AtletiCAGenève.
- Roumanie : 39 s 47 à Athènes le 5 juin 1999, 3e EP/1B, (Daniel Cojocaru, Ionut Punga, Bogdan Țăruș, Marian Gogoase).
- Royaume-Uni : 37 s 73 à Séville le 29 août 1999, record d'Europe (également record d' Angleterre)  2e (Jason Gardener, Darren Campbell, Marlon Devonish, Dwain Chambers).
- Russie : 38 s 46 à Split le 1er septembre 1990, 4e (Innokentiy Zharov, Vladimir Krylov, Oleg Fatun, Aleksandr Goremykin).
- Saint-Christophe-et-Niévès :
  - 39 s 84 à Saint George's le 29 mai 2004.
  - 39 s 74  à Rio de Janeiro le 27 juillet 2007 (Allistar Clarke, Delwayne Delaney, Robert Morton, Kim Collins).
  - 38 s 98, 4e à Londres (CP) le 6 août 2011 (Jason Rogers 20 ans, Kim Collins 35 ans, Antoine Adams 23 ans, Brijesh Lawrence 22 ans).
  - 38 s 47 en demi-finale des Championnats du monde, 3e, à Daegu le 4 septembre 2011 (Jason Rogers, Kim Collins, Antoine Adams, Brijesh Lawrence).
- Sénégal : 39 s 36 à Nice le 15 juillet 1992, 4e, meeting Nikaïa, (Oumar Loum, Seydou Loum, Amadou Mbagnick Mbaye, Charles-Louis Seck).
- Singapour : 39 s 82 à Vientiane le 17 décembre 2009 (G. Yeo Foo Ee, M. E. Mustapha, Lee Cheng Wei, M. A. Jamal) .
- Serbie : République socialiste de Serbie 39 s 79 à Sarajevo le 19 septembre 1981 (Mladen Nikolić[11], Dragan Zarić, Aleksandar Popović, Nenad Milinkov).
- Sierra Leone : 38 s 91 à Atlanta le 2 août 1996, (5e s1), (Pierre Lisk, Thomas « Tom » Ganda, Josephus Thomas, Sanusi Turay).
- Slovaquie : 39 s 81 à Banská Bystrica le 1er juillet 2000, 1re, (Igor Kováč, Marián Vanderka, Ladislav Noskovič, Martin Briňarský).
- Slovénie : 39 s 20 à Séville le 22 juin 2002, 1re (Rok Predanic, Matic Osovnikar, Boštjan Fridrih, Jan Žumer).
- Sri Lanka :
  - 39 s 71 à Colombo le 27 juin 2004 (D.M.P. Pumudith Caldera[12], R.D.U. Sanjeewa Surendra[13], D.M. Sriyath Dissanayake, Joy Danushka Perera[14]).
  - 39 s 38 à Wuhan en juin 2015, avec Himasha Eashan, Shehan Ambepitiya, Vinoj Muthumuni et Mohamed Ashrafu Abdul Ladeef.
  - 39 s 08 à Gold Coast le 14 avril 2018, 6e des Jeux du Commonwealth, avec Himasha Eashan, Shehan Ambeypitiya, Ashraff Ladeef et Vinoj Suranjaya.
- Suède : 38 s 63 à Atlanta le 2 août 1996, (3e en 3e semi-finale), (Peter Karlsson, Torbjörn Mårtensson, Lars Hedner, Patrik Strenius).
- Suisse :
  - 39 s 19 à Berne le 5 août 1978, 1re [Franco Fähndrich, Urs Gisler, Peter Muster, Hansjörg Ziegler].
  - 38 s 99 à Madrid le 5 juillet 2008, 1re (Andreas Baumann, Marc Schneeberger, Marco Cribari, Reto Amaru Schenkel).
  - 38 s 78 à Zurich le 28 août 2009, 6e du « Zürich Trophy » (Pascal Mancini, Marc Schneeberger, Reto Amaru Schenkel, Marco Cribari).
  - 38 s 69 à Barcelone le 1er août 2010 4e des Championnats d'Europe d'athlétisme 2010 (Pascal Mancini, Aron Beyene, Reto Amaru Schenkel, Marc Schneeberger).
  - 38 s 62 à Zurich en septembre 2011, 3e du « Zürich Trophy » lors du Weltklasse Zurich, (Pascal Mancini, Amaru Schenkel, Alex Wilson, Marc Schneeberger).
- Thaïlande : 38 s 80 à Djakarta le 31 août 2000, 1re AsiC, (Kongdech Natenee, Vissanu Sophanich, Ekkachai Janthana, Sittichai Suwonprateep).
  - 38 s 72 à Doha le avril 2019, 1re en série des Championnats d’Asie, (Ruttanapon Sowan, Bandit Chuangchai, Jirapong Meenapra et Siripol Punpa).
- Togo : 39 s 45 à Göteborg le 12 août 1995, (6h1), (Téko-Georges Folligan, Ménélik Lawson[15], Franck Amégnigan, Kossi Akoto).
- Trinité-et-Tobago :
  - 38 s 10 à Helsinki le 13 août 2005, 2e[16] à Helsinki (Kevon Pierre, Marc Burns, Jacey Harper, Darrel Brown).
  - 38 s 00 à Londres le 26 juillet 2008 (Brown, Burns, Armstrong, Thompson).
  - 37 s 62 à Berlin le 22 août 2009 (Darrel Brown, Marc Burns, Emmanuel Callander, Richard Thompson).
- Turquie :
  - 40 s 00 à Izmir le 18 juin 2011 (İsmail Aslan, Sezai Özkaya, İzzet Safer, Yiğitcan Hekimoğlu), 3e en Championnats d'Europe d'athlétisme par équipes.
  - 39 s 81 à Sliven (Championnats des Balkans le 2 juillet 2011 : Serdar Tamaç, Sezai Özkaya, Hakan Karacaoğlu, İzzet Safer).
  - 38 s 79
  - 38 s 69 à en Slovaquie le 4 juin 2016 : Emre Zafer Barnes, Jak Ali Harvey, İzzet Safer Ramil Guliyev
  - 37 s 98 à Berlin le 12 août 2918, 2e lors des Championnats d'Europe 2018 (Barnes, E. Z. - Harvey, J. A., Yiğitcan Hekimoğlu, Guliyev, R.).
- Ukraine : 38 s 53 à Madrid le 1er juin 1996 (1re en Coupe d'Europe, Kostyantyn Rurak, Serhiy Osovych, Oleh Kramarenko, Vladyslav Dolohodin) et à Munich le 11 août 2002, 1re (Kostyantyn Vasyukov, Kostyantyn Rurak, Anatoliy Dovhal, Oleksandr Kaydash), égalé à Nassau le 25 mai 2014 en 38 s 53 par Emil Ibrahimov, Serhiy Smelyk, Ihor Bodrov, Vitaliy Korzh.
  - 38 s 51 à Erzurum le 12 juin 2021.
- Venezuela :
  - 39 s 31 à Guatemala le 22 juillet 2001 (Juan Morillo, José Peña, José Manuel Carabalí, Ellis Ollarves).
  - 39 s 01 à Barquisimeto lors des Championnats ibéro-américains 2012, (Jermaine Chirinos, Arturo Ramírez, Diego Rivas, José Eduardo Acevedo).
- Îles Vierges des États-Unis : 39 s 89 6e à la Havane (PA) le 4 juillet 2009 (Adrian Durant, Tabarie Henry, David Walters, Calvin Dascent).
- Zimbabwe : 39 s 16 à Alger le 20 juillet 2007, 3e, (Ngonidzashe Makusha, Gabriel Mvumvure, Brian Dzingai, Lewis Banda).
  - 38 s 95 (A) à Gaborone le 30 mars 2019, 1er lors des Lefika Athletics Club Relay and Hurdles event au Botswana, (Dickson Kamungeremu, Tatenda Tsumba, Itayi Vambe, Ngonidzashe Makusha).

### Équipes continentales ou disparues
- Union soviétique : 38 s 02 à Rome (2e) le 6 septembre 1987 (Aleksandr Yevgenyev, Viktor Bryzgin, Vladimir Muravyov, Vladimir Krylov), ancien record d'Europe.
- Équipe unifiée de l’ex-URSS : 38 s 17 à Barcelone, 5e, le 8 août 1992 (Pavel Galkin, Edvin Ivanov, Andrey Fedoriv, Vitaliy Savin).
- Afrique : 38 s 29, 3e à Johannesbourg le 12 septembre 1998 (Seun Ogunkoya, Leonard Myles-Mills (GHA), Frank Fredericks (NAM), Eric Nkansah (GHA)).
- Amériques : 38 s 31 à Canberra le 5 octobre 1985 (Desai Williams (CAN), Andrés Simón (CUB), Robson Caetano da Silva (BRA), Ben Johnson (CAN)).
- Europe : 38 s 45, 2e à Athènes le 16 septembre 2006 (Dwain Chambers, Dwayne Grant, Marlon Devonish, Mark Lewis-Francis), tous GBR.
- Asie : 38 s 51, 3e à Athènes le 16 septembre 2006 (Naoki Tsukahara, Shingo Suetsugu, Shinji Takahira, Shigeyuki Kojima), tous JPN.
- Allemagne de l'Ouest (République fédérale d'Allemagne, FRG) : 38 s 54, 1re à Coblence (Rot-Weiss meeting) le 28 août 1988 (Fritz Heer, Christian Haas, Peter Klein, Dirk Schweisfurth).
- Antilles néerlandaises [État fédéral autonome du royaume des Pays-Bas disparu en 2011] : 38 s 45 à Helsinki le 13 août 2005 (6e) (Geronimo Goeloe, Charlton Rafaela, Jairo Duzant, Churandy Martina).

## Dames
Temps de moins de 43 secondes
1. 40 s 82  États-Unis		1	Londres (Stade olympique)	10/08/2012 (Tianna Madison, Allyson Felix, Bianca Knight, Carmelita Jeter)
2. 41 s 37  Allemagne de l'Est              1     Canberra, 06/10/1985 (Silke Gladisch-Möller, Sabine Rieger-Günther, Ingrid Auerswald-Lange, Marlies Göhr) - 41 s 91 par l'Allemagne unifiée 1s2 à Tokyo le 31/08/1991 ; auparavant  Allemagne de l'Ouest, 42 s 59, 2e à Montréal 31/07/1976 (Elvira Possekel, Ingeborg Helten, Annegret Richter, Annegret Kroniger)
3. 41 s 41  Jamaïque		1	Londres (Stade olympique)	10/08/2012 (Shelly-Ann Fraser, Sherone Simpson, Veronica Campbell-Brown, Kerron Stewart)
4. 41 s 47  États-Unis 1re à Athènes	09/08/1997 (Chryste Gaines, Marion Jones, Inger Miller, Gail Devers)
5. 41 s 49  Russie 1re à	Stuttgart	22/08/1993 (Olga Bogoslovskaya, Galina Malchugina, Natalya Pomoshchnikova-Voronova, Irina Privalova)
6. 41 s 78  France		1	Paris Saint-Denis	30/08/2003 (Patricia Girard, Muriel Hurtis-Houairi, Sylviane Félix, Christine Arron)
7. 41s 92	   Bahamas		1	Séville	29/08/1999 (Fynes Savatheda, Chandra Sturrup, Pauline Davis-Thompson, Debbie Ferguson-McKenzie)
8. 42 s 23	  Chine		1	Shanghai	23/10/1997 (Xiao Lin, Li Yali, Liu Xiaomei, Li Xuemei)
9. 42 s 29	  Bulgarie		1	Sofia	26/06/1988 (Krasimira Pencheva, Anelia Nuneva, Nadezhda Georgieva, Yordanka Donkova)
10. 42 s 39	  Nigeria		2h2	à	Barcelone	07/08/1992 (Beatrice Utondu, Faith Idehen, Christy Opara-Thompson, Mary Onyali-Omagbemi)
11. 42 s 43	  Royaume-Uni 3e à Moscou	01/08/1980 (Heather Hunte-Oakes, Kathy Smallwood-Cook, Beverley Callender, Sonia Lannaman)
12. 42 s 54	  Belgique 2e à Pékin	 22/08/2008 (Olivia Borlée, Hanna Mariën, Élodie Ouédraogo, Kim Gevaert)
13. 42 s 56	  Biélorussie 3e	à Helsinki	13/08/2005 (Yulia Nestsiarenka, Natallia Solohub, Alena Neumiarzhitskaya, Aksana Drahun)
14. 42 s 71	  Pologne 3e	à Moscou 17/08/1985 (Iwona Pakula, Ewa Kasprzyk, Ewa Pisiewicz, Elzbieta Tomczak)
15. 42 s 89	  Cuba 6e	à Stuttgart	22/08/1993 (Miriam Ferrer, Aliuska López, Julia Duporty, Liliana Allen)
16. 42 s 96	  Ukraine 1re à Kiev	06/07/2003 (Tetyana Tkalich, Anzhela Kravchenko, Olena Pastushenko-Sinyavina, Maryna Maydanova)
17. 42 s 97 A	  Brésil 1re	à Bogota	10/07/2004 (Aparecida de Moura Lucimar, Katia Regina Santos, Luciana dos Santos, Rosemar Maria Neto)
18. 42 s 98	  Tchécoslovaquie (également  Tchéquie) 1re	à Zurich 18/08/1982 (Štěpánka Sokolová, Radislava Šoborová, Taťána Kocembová, Jarmila Kratochvílová)
19. 42 s 99 A	  Australie 1re à Pietersburg	18/03/2000 (Rachael Massey, Suzanne Broadrick, Jodi Lambert, Melinda Gainsford-Taylor)

### Équipe disparue
1. 42 s 01	  Union soviétique		(1sf1)		à Séoul	01/10/1988

## Records messieurs les plus anciens
1. 10 septembre 1972 :  Tchécoslovaquie (également  Tchéquie), battu le 11 mai 2019.
2. 20 octobre 1975 :  Guyana
3. 27 juin 1976 :  Bermudes
4. 12 août 1978 :  Écosse
5. 12 septembre 1979 :  République du Congo
6. 1er août 1980 :  Bulgarie
7. 1er août 1980 :  Pologne
8. 19 septembre 1981 :  Serbie
9. 9 juillet 1982 :  Allemagne de l'Est (record battu par l'Allemagne en 2012)
10. 18 juin 1983 :  RSS de Lettonie
11. 20 juin 1983 :  RSS d’Ouzbékistan

Trois records supérieurs à 40 secondes sont cependant plus anciens encore (bien que de pays avec une faible tradition athlétique) :
- en 1963 (date non précisée) :  Afghanistan en 43 s 1 à Kaboul
- 18 juillet 1968 :  Cambodge en 41 s 8 à Phnom Penh
- 10 décembre 1969 :  Birmanie en 41 s 98 à Rangoon